# Charles Rojzman
Pour les articles homonymes, voir Rojzman.
Charles Rojzman, né le 23 août 1942 à Villeurbanne, est un psychosociologue, philosophe praticien et écrivain français. Il a créé et développé le concept de thérapie sociale.

## Biographie

### Études et débuts professionnels
Charles Rojzman est né en France, dans une famille aux origines polonaise et juive du côté paternel. Il quitte sa famille à 17 ans, et traverse ce qu'il qualifie lui-même de « période d’errance qui a duré… jusqu’à [ses] 50 ans environ » : il a notamment été « secrétaire particulier d’une princesse égyptienne », viticulteur, instituteur, comédien. Il a également « enseigné la littérature française en Allemagne ». Il mène ainsi une « vie un peu confuse [qui lui] a évité de devenir l'"expert" que la société nous invite à représenter lorsqu'elle juge que notre expérience nous en rend capable ».

### Invention d'une méthode d'intervention psychosociale
Il développe une méthode d’intervention interdisciplinaire originale, en lien notamment avec la psychologie et la sociologie, à laquelle il donne le nom de thérapie sociale (ou Transformational Social Therapy). La dénomination internationale devient donc thérapie sociale TST, dans des cadres et des lieux divers. Les premières découvertes ayant fondé sa thérapie sociale sont issues d'une intervention dans les années 1980 dans un hôpital de Mantes-la-Jolie autour du racisme, des discriminations et de la souffrance au travail du personnel soignant hospitalier, chargé de l'accueil de patients immigrés.

### Transformations thérapies sociales
La première structure mise en place par Charles Rojzman et ses collaborateurs est Transformations thérapies sociales, de 1989 à 2001, « très sollicité[e] par les responsables des politiques de la Ville pour former des habitants, des professionnels du développement social urbain, des agents des services publics, voire des élus, à la connaissance des institutions et à la gestion des conflits ».

### Impatiences démocratiques
Entre 1999 et 2000 sont édités cinq numéros de la revue Impatiences démocratiques, avec la création de l'association du même nom[réf. souhaitée].

### L'Institut Charles-Rojzman et Inédits
La thérapie sociale s'élargit et s'applique dans tous les contextes, tous les milieux, partout où les gens n'arrivent pas à travailler ou vivre ensemble et doivent le faire : relation quotidienne, éducation à la vie démocratique, pédagogie.
En 2003, il crée le centre international de formations et d'intervention en thérapie sociale, l'Institut Charles-Rojzman, avec Igor et Nicole Rothenbühler, ses collaborateurs les plus proches, qui développent et approfondissent avec lui la Thérapie sociale.
Ce centre est l'organe de référence de la thérapie sociale, organe de promotion, de formation et de certification. Ils dispensent des formations, des supervisions et des psychothérapies individuelles et de groupes en thérapie sociale. Ils préparent et forment à l'intervention en thérapie sociale des acteurs de terrain, des personnels des services publics à tous niveaux, des enseignants, des assistants sociaux, des thérapeutes et psychothérapeutes en France et à l'étranger (en Suisse, en Allemagne, en Russie, au Moyen-Orient, en Amérique latine, etc.).
En 2023 est créé l'institut d'étude et de développement de l'intervention en thérapie sociale, Inédits, qui opère en France et en Suisse.

### Universitaire-praticien
Conjointement au développement de la thérapie sociale, il intervient régulièrement à l'université, autour de sujets variés, depuis la question de la diversité jusqu'à celle du totalitarisme en passant par celle du rapport au savoir. Il a ainsi une charge d'enseignement pendant douze ans au sein d’un DESS de psychologie interculturelle à l’université Nancy-II[réf. souhaitée]. Il enseigne également à Philadelphie dans le cadre d'un Graduate Certificate in Diversity Leadership et à l'université Paris-Est-Marne-la-Vallée. Il a été invité à témoigner de son expérience lors d'une session du master professionnel de formation à l'intervention et à l'analyse des pratiques (FIAP) à l'Université Paris-Nanterre durant l'année universitaire 2010-2011.

## Théorie psychothérapeutique

### La vie émotionnelle du groupe
La réunion des individus en thérapie sociale concernés par un même problème mais incapables de collaborer à sa résolution, et se renvoyant la balle les uns aux autres, vise à apporter du crédit « aux autres », à chacun – pas en tant qu'il viendrait prolonger la perspective de son voisin mais en tant qu'il détient une part de l'information nécessaire à la résolution du problème – et à les faire vivre autrement que comme une force d'occupation mais comme partenaires électifs dans la coopération. C'est un aspect saillant de l'expérience du groupe que sa capacité à exercer un contrôle sur ceux qui le constituent, à lisser tout ce qui fait son aspérité. La Thérapie sociale ménage l'incomplétude du groupe, sa boiterie, car c'est la condition du partageable, d'une incertitude concertée, d'une émancipation du groupe : en travaillant avec la vie émotionnelle, car des besoins non pris en compte créent des peurs et des vulnérabilités qui provoquent de la violence, empêchent de s'intéresser aux besoins de l'autre et de prendre en compte la variété des visions présentes dans le groupe. Or, la réalité vient, entre autres, de la confrontation des différents points de vue.

### Malaise et maladies sociales
La thérapie sociale, précisément, soigne là où la vie sociale et politique influence la vie émotionnelle et affective, dans les blessures individuelles et collectives, terreaux de la peur et de la haine. L'autonomie à conquérir pour se soigner et sortir de l'impuissance, du blocage dans la coopération, est étroitement dépendante de ce qui fait souffrir, de ce que l'on se sente usurpateur de la place que l'on occupe, – accepter nos imperfections et notre ambivalence, c'est se mettre sur la voie de se porter responsable de tout ce que l'on peut être. Dans cette traversée, pour accompagner vers la santé et la guérison les personnes et les groupes, le psychothérapeute doit rester conscient de ses propres blessures ; aussi ne considère-t-il pas qu'il est indemne des maladies sociales, telles que synthétisées par Charles Rojzman : la dépression, la sociopathie et la victimisation.
« Être soi » ne va plus de soi : à l'encontre d'une visée naïvement éradicatrice de nos maux dans le régime d'incertitude qui caractérise notre époque, du malaise social donc et de nos folies ordinaires, surgit ainsi ce qu'on peut appeler un conservatisme – conserver un lien avec sa blessure – mais dont le paradoxe est éclatant, car il tend moins à préserver l'état de choses existant qu'à inventer les conditions d'une vraie conservation de soi, ou d'un vivre davantage (neutralisation de la destructivité et du conditionnement). Premier pas, alors, d'un acheminement individuel et collectif vers le soin, c'est-à-dire en quelque sorte vers le « concret », le croître ensemble.

### Le défi du nihilisme
Un peu à la manière de Philippe Breton, ce sont les rapports entre société civile et démocratie que la Thérapie sociale interpelle, tout comme la nature des mouvements de masse. Ainsi, pour Charles Rojzman, exactement comme pour Eric Hoffer,

« les hommes libres sont conscients de l'imperfection humaine. Ils savent que les problèmes n'ont pas de solutions définitives, que la liberté, la justice, l'égalité ne sont pas des abstractions absolues. Car le rejet des imperfections et l'insistance dans l'absolu sont la manifestation d'un nihilisme qui méprise précisément la liberté, la tolérance et l'égalité. »

— « La vraie foi » : une lecture de The True Believer d'Éric Hoffer, Contrepoints
L'individuel et le collectif se révèlent ainsi indissociables, en tant que le défi du nihilisme ne pourra être relevé qu'à la condition de ne pas négliger l'un à la faveur de l'autre, le développement humain et l'organisation et la reconnaissance de valeurs communes.

### Les risques du « vivre-ensemblisme »
Dans leur présentation de Milestones, Robert Kramer et John Douglas avancent en 1975 à propos du « mouvement », c'est-à-dire « les différentes forces qui demandent des changements sociaux et des transformations », le constat suivant :

« Dans certains cas, il y avait un rejet de la politique : je ne veux plus avoir ce genre de rapport aux choses désormais, je veux avoir une vraie vie […]. Le spiritualisme et diverses techniques de développement des "potentialités humaines" fleurirent. Il y avait beaucoup à apprendre de tout cela. Mais dans une large mesure nous avons tout simplement plongé là-dedans, essayant de nous en sortir sans y penser en termes d'instruments pour renforcer et approfondir la lutte. »

— Robert Kramer et John Douglas, Cahiers du cinéma

La proposition de thérapie sociale que développe Charles Rojzman est, en substance, de réunir ce que la période contemporaine a vu se disjoindre : le projet révolutionnaire, « qui n'a pas voulu ou pu tenir compte des passions humaines et qui, dans bien des cas, s'acheva de façon sanglante », et le projet de développement personnel, « qui oublia l'importance décisive de l'environnement social, économique et politique. » Or, selon Rojzman, 

« une guérison collective est nécessaire qui tiendrait compte à la fois du besoin de transformation personnelle et du besoin de transformation des structures sociales. »

Notion élaborée progressivement entre Savoir vivre ensemble (1998) et Bien vivre avec les autres (2009) en passant par Sortir de la violence par le conflit (2008), le « vivre-ensemblisme » est le nom d'une promotion de l'icône de la totalité sociale, arrimée elle-même à une survalorisation de l'autonomie de l'individu, comme coupé des rapports sociaux. Or, tout groupement – social, professionnel, familial – est travaillé par ce que la psychanalyse a découvert avec la notion de « pulsions inconscientes ». Suivant Freud dans son Malaise dans la civilisation, une vision idyllique de la sociabilité est entachée par la nécessité de concevoir que

« les frictions, les antagonismes et les oppositions inséparables du pouvoir ne pourront jamais être éliminés des groupements sociaux, et nous devons dès lors leur accorder une place dans tout projet de réorganisation sociale. Le pouvoir opère relationnellement, et il n'y a pas de relationnalité sans pouvoir. »

— Leo Bersani, Sexthétique
Le « vivre-ensemblisme » achoppe à répondre aux cristallisations mortifères du pouvoir, quand l'urgence serait de s'adosser aux « trois défis principaux pour le siècle qui commence : former les personnes qui devront accompagner les processus de réconciliation et de guérison collective, éduquer à la vie démocratique pour faire face aux tentations totalitaires, transformer la violence et la folie qui font obstacle à une vie collective épanouissante. »
La société se renforce et se consolide chaque fois qu'elle reconnaît la volonté de créer des liens, au risque de bousculer la morale sociale. Méconnaître le travail de fond nécessairement engagé dans cette reconnaissance (qui est celle de nos mythes et de nos conventions) produit une société clivée, un monde ségrégé, qui fragilise la nouveauté.

## Ouvrages publiés en français
- La Peur, la haine et la démocratie, Paris, Desclée de Brouwer, coll. « Provocation », 1999 (1re éd. 1992)
- Freud, un humanisme de l'avenir, Paris, Desclée de Brouwer, coll. « Témoins d'humanité », 1998
- Sortir de la violence par le conflit. Une thérapie sociale pour apprendre à vivre ensemble, Paris, La Découverte, 2008
- Bien vivre avec les autres. Une nouvelle approche : la thérapie sociale, Paris, Larousse, coll. « L'univers psychologique », 2009
- Violences dans la république, l'urgence d'une réconciliation, Paris, La Découverte, coll. « Hors collection Social », 2015 (ISBN 9782707188342, présentation en ligne) (version actualisée et complétée de Sortir de la violence par le conflit)
- Vers les guerres civiles. Prévenir la haine, Paris, Lemieux éditeur, 2017
- Les masques tombent. Illusions collectives, vérités interdites... Le réel, arme secrète de la démocratie, Limoges, FYP Éditions, 2025

### En collaboration
- avec Véronique Le Goaziou, Comment ne pas devenir électeur du Front national, Paris, Desclée De Brouwer, coll. « Provocation », 1998
- avec Sophie Pillods, Savoir vivre ensemble. Agir autrement contre le racisme et la violence, Paris, La Découverte, coll. « Poche Essai », 2001 (1re éd. 1998)
- avec Véronique Le Goaziou, Les banlieues, Paris, Le Cavalier Bleu, coll. « Idées reçues », 2006 (ISBN 9782846701358, présentation en ligne)
- avec Théa Rojzman, C'est pas moi, c'est lui. Ne plus être victime des autres, Paris, Jean-Claude Lattès, 2006 (ISBN 9782709632263, présentation en ligne)
- avec Théa Rojzman, La Réconciliation, Paris, Jean-Claude Lattès, 2007 (roman graphique)
- avec Igor et Nicole Rothenbühler, La Thérapie Sociale, Lyon, Chronique sociale, coll. « Comprendre la société », 2015 (ISBN 9782367172705, présentation en ligne)
- avec Nicole Rothenbühler, Savoir aimer en des temps difficiles. Les trois combats, Paris, Guy Trédaniel éditeur, 2015[15]

### Contributions à des ouvrages collectifs
- La formation, une arme contre le racisme, une expérience à Mantes-la-Jolie In Pierre-André Taguieff (dir.), Face au racisme, t. 1 : Les Moyens d'agir, Paris, La Découverte, coll. « Essais », 1991 (ISBN 2-02-020981-0)
- La peste émotionnelle In Max Pagès (éd.), La Violence politique : pour une clinique de la complexite, Ramonville Saint-Agne, Erès, coll. « Sociologie clinique », 2003, 232 p. (ISBN 2-7492-0118-7) (autour du Conflit israélo-palestinien, à [lire en ligne])
- La Thérapie Sociale In Tan Nguyen (dir.), Pourquoi la psychothérapie ? Fondements, méthodes, applications, Paris, Dunod, coll. « Psychothérapies », 2005, 305 p. (ISBN 2-10-049030-3), p. 207-217
- Prévenir la pathologie sociale In Armen Tarpinian (dir.), Serge Ginger (dir.) et Edmond Marc (dir.), Être psychothérapeute. Questions, pratiques, enjeux, Paris, Dunod, coll. « Psychothérapies », 2006 (ISBN 978-2-10-050052-9), p. 205-213
- Pour une réussite de l'école : voies nouvelles, outils nouveaux, avec Théa Rojzman In Armen Tarpinian (dir.), Laurence Baranski (dir.), Georges Hervé et Bruno Mattéi (dir.), École, changer de cap... : contributions à une éducation humanisante, Lyon, Chronique sociale, 2007, 281 p. (ISBN 978-2-85008-654-0)
- Portrait In Laëtitia de Kerchove (dir.) et Anne Ricou (dir.), Parcours de psy, Paris, Le cavalier bleu, coll. « Comment je suis devenu », 2012, 189 p. (ISBN 978-2-84670-398-7)
- Une thérapie sociale, pourquoi ? Une thérapie sociale, comment ? In Fédération Française de Psychothérapie et de Psychanalyse FF2P (dir.), La psychothérapie aujourd'hui, Paris, Dunod, coll. « Psychothérapies », 2012, 301 p. (ISBN 978-2-10-055824-7), p. 239-249
- Violences collectives et thérapie In Roland Coutanceau (dir.) et Joanna Smith (dir.), Violences aux personnes. Comprendre pour prévenir, Paris, Dunod, coll. « Psychothérapies », 2014, 560 p. (ISBN 978-2-10-071252-6), p. 386-393
- L'approche de la thérapie sociale In Armen Tarpinian (dir.) et Maridjo Graner (dir.), L'Éducation psycho-sociale à l'école : enjeux et pratiques, Lyon, Chronique sociale, 2014 (ISBN 978-2-36717-092-3 et 2-36717-092-4), p. 87-92
- Contribution sur ses frères assassinés pendant la Seconde guerre mondiale In Anne-Laure Schneider (éd.), Toi, mon frère, toi, ma sœur. Écrivains, artistes et anonymes évoquent leur fratrie, Paris, Albin Michel, 2014  (ISBN 2226245308)
- Entretien In Armen Tarpinian (dir.), Comprendre ce que nous vivons. À la recherche de l'art de vivre, Lyon, Chronique sociale, coll. « Comprendre la société », 2016, 310 p. (ISBN 978-2-36717-091-6)

### Filmographie
- À l'écoute de la police, de Bernard Mangiante, 2002, 72 min, Les Films d'ici (extrait en ligne)